# دراکولا ۲۰۰۰
دراکولا ۲۰۰۰ (انگلیسی: Dracula ۲۰۰۰) فیلمی آمریکایی در سبک ترسناک به کارگردانی پاتریک لوسیر است که در سال ۲۰۰۰ منتشر شد.

## بازیگران
- جرارد باتلر
- کریستوفر پلامر
- جانی لی میلر
- دنی مسترسون
- جری راین
- ویتامین سی
- جنیفر اسپوزیتو
- سین پاتریک توماس
- عمر اپس
- شین وست
- ناتان فیلیون
- لاکلین مونرو